# 마이애미족
마이애미 족(Miami)은 미국에 선주하던 인디언 부족이다. ‘마이애미’는 오지브와 족의 말 ‘오마우메그 (반도 위쪽 부족민)’에서 유래되었다. 그들 스스로가 전통적으로 자칭하는 것은 ‘트트위’(Twightwee)로 이것은 ‘학의 울음소리’에서 유래한다.

## 역사
‘마이애미’라는 이름은 그들 부족 스스로가 자칭하던 알곤킨 어에서 왔으며, ‘마이애미아’(Myaamia) (복수형 Myaamiaki)에서 나왔다. 이 말은 ‘하류에 사는 사람들’이라는 오래된 단어에서 유래된 것처럼 보인다.

## 현재
현재 오클라호마 마이애미 족만 미국 연방 정부에 부족 공인을 받아 인디언 보호구역에 영유하고 있다. 인디애나 마이애미 부족회의는 1980년부터, 오하이오의 마이애미 부족 회의는 1979년부터 연방 정부에 부족 재인증을 요구했지만, 30년이 지난 현재도 여전히 공식 인정을 받지 못하는 상태에 있다.